# Paraxiopsis brocki
Paraxiopsis brocki är en kräftdjursart som först beskrevs av De Man 1887.  Paraxiopsis brocki ingår i släktet Paraxiopsis och familjen Axiidae. Inga underarter finns listade i Catalogue of Life.